# Богуслав (станція)
Богуслав — вантажна станція Козятинської дирекції Південно-Західної залізниці (Україна), кінцева станція лінії від станції Миронівка довжиною 17 км.
Відстань до ст. Київ-Пасажирський — 124 км, до ст. Фастів I — 120 км.
Відкрита 1915 року.
Пасажирський рух на станції відсутній.